# Vernonia arborea
Vernonia arborea là một loài thực vật có hoa trong họ Cúc. Loài này được Buch.-Ham. ex Buch.-Ham. miêu tả khoa học đầu tiên.